# Thyristor à induction statique
Le thyristor à induction statique (SIT, SITh) est un thyristor avec une structure de grille enterrée dans laquelle les électrodes de grille sont placées dans une région de base N. Comme elles sont normalement en état passant, les électrodes de grille doivent être polarisées négativement pour passer à l'état bloqué.